# La Femme que j'aime
Pour plus de détails, voir Fiche technique et Distribution.
La Femme que j'aime (titre original : The Woman I Love) est un film américain réalisé par Anatole Litvak, et sorti en 1937. Il s'agit du remake du film L'Équipage (1935) du même réalisateur, d'après le roman de Joseph Kessel.

## Synopsis
Au cours de la Première Guerre mondiale, le lieutenant Claude Maury, pilote de chasse de l'aviation française, acquiert une mauvaise réputation au sein de son escadron en effectuant des missions en solitaire. Plus important encore, Maury revient continuellement à la base avec ses observateurs aériens et ses artilleurs tués ou blessés. Les autres pilotes finissent par penser qu'il a la poisse en plus d'être dangereux. 
seul le lieutenant Jean Herbillion se porte volontaire pour voler avec lui comme observateur-tireur. Lors d'une mission dans le ciel, l'avion a un accident et Hebillion révèle à Maury qu'il a eu une liaison avec sa femme avant de mourir.
De retour à la base, Maury fouille dans les affaires du macchabé et tombe sur une photo et une lettre de sa femme, qui lui avoue sa liaison et implore son pardon. Son mari finit par céder alors qu'elle le soigne pour le ramener à la santé.

## Fiche technique
- Titre original : The Woman I Love
- Réalisation : Anatole Litvak
- Scénario : Mary Borden d'après L'Équipage de Joseph Kessel
- Photographie : Charles Rosher
- Montage : Henri Rust
- Musique : Arthur Honegger et Maurice Thiriet
- Production : Albert Lewis
- Société de production : RKO Pictures
- Pays d'origine : États-Unis
- Format : Noir et blanc - 1,37:1 - Mono
- Genre : drame
- Durée : 85 minutes
- Date de sortie : 1937

## Distribution
- Paul Muni : Lieutenant Claude Maury
- Miriam Hopkins : Mme Hélène Maury
- Louis Hayward : Lieutenant Jean Herbillion
- Colin Clive : Capitaine Thelis
- Minor Watson : Deschamps
- Elisabeth Risdon : Mme Herbillion
- Paul Guilfoyle : Bertier
- Wally Albright : Georges
- Mady Christians : Florence
- Sterling Holloway : Duprez
- Vince Barnett : Mathieu
- Donald Barry : Michel
- Adrian Morris : Marbot